# Wepsen

globale verspreiding van de Fins-Permische volkeren omstreeks 1000 AD
Tsjoeden
Wepsen
Komi
Merja
Mari
Mesjtsjera
Moeroma
Mordwienen

De Wepsen (Wepsisch: вепся, бепся) zijn een Finoegrisch volk van Oostzeefinse oorsprong in Noordwest-Rusland met een populatie van ongeveer 6.000 personen.
Er zijn drie hoofdgroepen:
- Noordwepsen (Lüdilainen): in Karelië, rondom de Äänisjärv
- Middenwepsen: vooral rondom Sint-Petersburg
- Zuidwepsen: ten oosten van Sint-Petersburg.

Veel Wepsen zijn opgegaan in de Kareliërs. Bij de Russische volkstelling van 2010 werden 5.936 Wepsen geregistreerd, daarvan gaven nog 3.613 mensen aan, Wepsisch als moedertaal te spreken.
Het Wepsisch staat dicht bij het Karelisch. De Wepsen zijn in meerderheid Russisch-orthodoxe christenen. De uitgebreide Wepsische traditie wordt nog in een paar dorpen in stand gehouden, en slechts de Wepsische pottenbakkerij wordt nog in de steden gepraktiseerd.
Politiek behoren de Wepsen tot de Inheemse volken van het Russische Noorden, die in de overkoepelende organisatie RAIPON zijn georganiseerd.
In Karelië bestaat een kleine landkring (Vepskaja Natsionalnaja Volost), waarin ongeveer 3000 mensen wonen, van wie evenwel slechts een minderheid de Wepsische nationaliteit heeft.